# Cienegas Terrace, Texas
Cienegas Terrace là một nơi ấn định cho điều tra dân số (CDP) thuộc quận Val Verde, tiểu bang Texas, Hoa Kỳ. Năm 2010, dân số của nơi này là 3424 người.

## Dân số
- Dân số năm 2000: 2878 người.
- Dân số năm 2010: 3424 người.